# Barpeta (dystrykt)
Barpeta – jest jednym z 23 dystryktów administracyjnych w stanie Asam w Indiach. Stolica dystryktu ulokowana jest w mieście Barpeta.  Rejon ma obszar 3245 km² a populacja wyniosła 1.642.420 w 2001. Główną religią wyznawaną w dystrykcie jest islam 977,943 (59.37%), hinduizm 662,066 oraz chrześcijaństwo 5,267 (2001).